# Plectrocnemia banksi
Plectrocnemia banksi är en nattsländeart som beskrevs av Fischer 1962. Plectrocnemia banksi ingår i släktet Plectrocnemia och familjen fångstnätnattsländor. Inga underarter finns listade i Catalogue of Life.